# Anomalon confertum
Anomalon confertum är en stekelart som beskrevs av Charles Thomas Brues 1910. Anomalon confertum ingår i släktet Anomalon och familjen brokparasitsteklar. Inga underarter finns listade i Catalogue of Life.